# Оямаа, Хиндрек
Хиндрек Оямаа (эст. Hindrek Ojamaa; 12 июня 1995, Таллин) — эстонский футболист, правый защитник. Выступал за национальную сборную Эстонии.

## Биография

### Клубная карьера
Начинал заниматься футболом в клубе «Коткас-Юниор» и детской команде таллинской «Левадии». С 2011 года выступал за второй состав «Левадии» в первой лиге. В первой команде клуба сыграл дебютный матч в чемпионате Эстонии 10 сентября 2011 года против «Аякса Ласнамяэ», заменив в перерыве Александра Кулинича. Впервые отличился голом в своей второй игре, 13 сентября 2011 года, также против «Аякса». Однако закрепиться в основе команды не сумел, эти два матча так и остались единственными в первом пришествии игрока в «Левадию». До мая 2012 года Оямаа продолжал играть за второй состав, затем покинул команду.
В 2013—2014 годах выступал за «Нымме Калью», однако здесь тоже не смог стать основным игроком. За полтора сезона сыграл единственный матч за первую команду в чемпионате страны — 12 апреля 2014 года против таллинского «Калева», а также провёл две игры в Кубке Эстонии. Стал финалистом Кубка Эстонии сезона 2012/13, но в финальном матче не играл. Вторую половину сезона 2014 года провёл в составе «Таммеки», сыграв 13 матчей в высшем дивизионе. В 2015 году вернулся в «Левадию», где со временем пробился в основной состав, сыграв за два сезона 38 матчей. В 2015 и 2016 годах становился серебряным призёром чемпионата Эстонии.
В июле 2017 года перешёл в финский клуб «Йювяскюля». Дебютировал в чемпионате Финляндии 23 июля 2017 года в матче против ВПС. До конца сезона успел принять участие в 15 матчах чемпионата. В 2018 году подписал двухлетний контракт с ВПС. В 2020 году перешёл в КТП.
В 2021 году вернулся на родину и присоединился к клубу «Пайде».

### Карьера в сборной
Выступал за сборные Эстонии младших возрастов, начиная с 15 лет.
В национальной сборной Эстонии дебютировал 6 января 2016 года в товарищеском матче против Швеции. Всего в 2016—2019 годах принял участие в 5 товарищеских играх.

### Личная жизнь
Старший брат, Хенрик (род. 1991) — футболист сборной Эстонии. Самый старший брат, Харри, тоже занимался футболом, но в 19 лет завершил карьеру из-за травмы, затем работает футбольным агентом.